# Vashon Island
Vashon Island ou Vashon-Maury Island est une des plus grandes îles situées dans le Puget Sound non loin de la ville de Seattle dans l'État de Washington au nord-ouest des États-Unis.
Faisant partie du comté de King, on y dénombrait une population de 10 123 personnes lors du recensement de 2000. D'une superficie d'environ 96 km2, elle est comparativement 10 % plus large que l'île de Manhattan alors que sa population est 160 fois plus faible.
L'île dispose de deux terminaux pour ferry, ce qui la relie ainsi au continent et notamment aux villes de Seattle et de Tacoma. Il n'existe pas de pont reliant l'île au continent ce qui fait que le transport par ferry est vital pour l'île.
L'île fut nommée le 28 mai 1792 par l'explorateur George Vancouver d'après son ami James Vashon qui appartenait à la Royal Navy. À cette époque, l'île était séparée de son île voisine Maury Island mais aujourd'hui un isthme construit en 1916 par l'armée américaine relie les deux îles, d'où le nom de Vashon-Maury Island pour désigner l'ensemble de ces deux îles reliées.

## Géographie
D'après le bureau du recensement américain, sa superficie totale est de 95,8 km2.

## Démographie
Selon le recensement de 2000, sur les 10 123 habitants, on retrouvait 4 193 ménages et 2 838 familles dans l'île. La densité de population était de 105,7 habitants par km² et la densité d’habitations (4 867 au total) était de 51 habitations par km². La population était composée de 93,61 % de blancs, de 0,45 % d’afro-américains, de 0,7 % d’amérindiens et de 1,56 % d’asiatiques.
30,90 % des ménages avaient des enfants de moins de 18 ans, 56,20 % étaient des couples mariés. 23,2 % de la population avait moins de 18 ans, 4,6 % entre 18 et 24 ans, 25,1 % entre 25 et 44 ans, 34,0 % entre 45 et 64 ans et 13,1 % au-dessus de 65 ans. L’âge moyen était de 44 ans. La proportion de femmes était de 100 pour 91 hommes.
Le revenu moyen d’un ménage était de 58 261 dollars.

## Économie
L'économie est fortement influencée par les résidents travaillant à Seattle et Tacoma. L'agriculture importante dans le passé a actuellement presque totalement disparu à la suite de la pression immobilière.

## Personnes connues
- Eyvind Kang, musicien qui vit sur l'île.